# بوب رينولدز (لاعب كرة قدم أمريكية)
بوب رينولدز (بالإنجليزية: Bob Reynolds)‏ هو لاعب كرة قدم أمريكية أمريكي، ولد في 22 يناير 1939 في ناشفيل في الولايات المتحدة، وتوفي في 10 أكتوبر 1996.

## وصلات خارجية
- بوب رينولدز على موقع مرجع كرة القدم المحترفة.كوم (الإنجليزية)